# Iryna Kindzers'ka
Iryna Mykolaïvna Kindzers'ka (in ucraino Ірина Миколаївна Кіндзерська?; Kam"janec'-Podil's'kyj, 13 giugno 1991) è una judoka ucraina naturalizzata azera.

## Biografia
Iryna Kindzers'ka ha rappresentato l'Ucraina alle Olimpiadi di Londra 2012 raggiungendo la finale per il bronzo dei +78 kg dove è stata sconfitta dalla britannica Karina Bryant. Nel 2016 sposa un atleta azero, acquisendo il nome Iryna Aliyeva, e decide di trasferirsi insieme a lui in Azerbaigian; a partire dal 2017 comincia a competere sotto la nuova bandiera azera.

## Palmarès

### Per l'Ucraina
- Europei

Istanbul 2011: bronzo nella gara a squadre.
Budapest 2013: bronzo nei +78 kg.
- Mondiali juniores

Parigi 2009: argento nei +78 kg.
- Europei Under-20

Erevan 2009: oro nei +78 kg.
- Europei cadetti

La Valletta 2007: bronzo nei +70 kg.

#### Vittorie nel circuito IJF
| Data             | Località   | Paese    | Categoria  |
| ---------------- | ---------- | -------- | ---------- |
| 26 febbraio 2017 | Düsseldorf | Germania | Grand Prix |

### Per l'Azerbaigian
- Giochi olimpici

Tokyo 2020: bronzo nei +78 kg.
- Mondiali

Budapest 2017: bronzo nei +78 kg.
- Europei

Praga 2020: argento nei +78 kg.
- Giochi europei

Minsk 2019: bronzo nei +78 kg.

#### Vittorie nel circuito IJF
| Data            | Località | Paese      | Categoria  |
| --------------- | -------- | ---------- | ---------- |
| 9 novembre 2018 | Tashkent | Uzbekistan | Grand Prix |
| 24 gennaio 2019 | Tel Aviv | Israele    | Grand Prix |
| 5 aprile 2019   | Adalia   | Turchia    | Grand Prix |